# Закхайм
Закхайм (нем. Sackheim) — исторический район Кёнигсберга к востоку от Лёбенихта. Название происходит от прусских слов «saks» (смола) и «kaimas» (село).

## География
Закхайм располагался на восток от Лёбенихта до Закхаймских ворот и крепостного обвода, с севера к нему примыкал Нойе Зорге, а с юга ограничивала Преголя. В настоящее время входит в Ленинградский район Калининграда.

## История
Судебная книга деревни Закхайм датирована 1326 годом. Предполагается, что прусское поселение здесь существовало до орденского завоевания. Закхайм был слободой при замке Кёнигсберг, затем герцогской и королевской слободой соответственно. Хотя при объединении трёх городов в 1724 году Закхайм вошёл в черту Кёнигсберга, управление им осуществляла королевская, а не муниципальная администрация. Лишь 19 ноября 1808 года, согласно городской реформе Штейна, Закхайм был окончательно включен в состав города.
Закхайм традиционно имел этнически смешанное население, основную часть которого составляли пруссы и литовцы. Здесь же останавливались и сплавщики леса из Великого Княжества Литовского. В Закхайме располагалось «Литовское дерево» — таможенный пост на Преголе, который контролировал весь товарооборот, идущий через Лабиау (Полесск). Здесь же, в Закхайме, складировались и взвешивались все товары, перемещающиеся по Преголе.
Закхайм традиционно пользовался дурной репутацией хулиганского района.
В 1513, 1539 и 1575 годах Закхайм сгорал дотла, как и в общегородском пожаре 11 ноября 1764 года.
В рамках реконструкции набережной Трибуца, служба госохраны объектов культурного наследия настояла на организации археологических работ, в результате чего был обнаружен культурный слой XIV—XV веков толщиной до четырёх метров. Среди находок: свинцовые пломбы, заменители денег токены, ламеллярные пластины, 2 мужских оберега в виде секир Перуна, серебряная накладка на рыцарский пояс: четыре жёлудя в квадратном обрамлении, образующие косой крест.

## Галерея

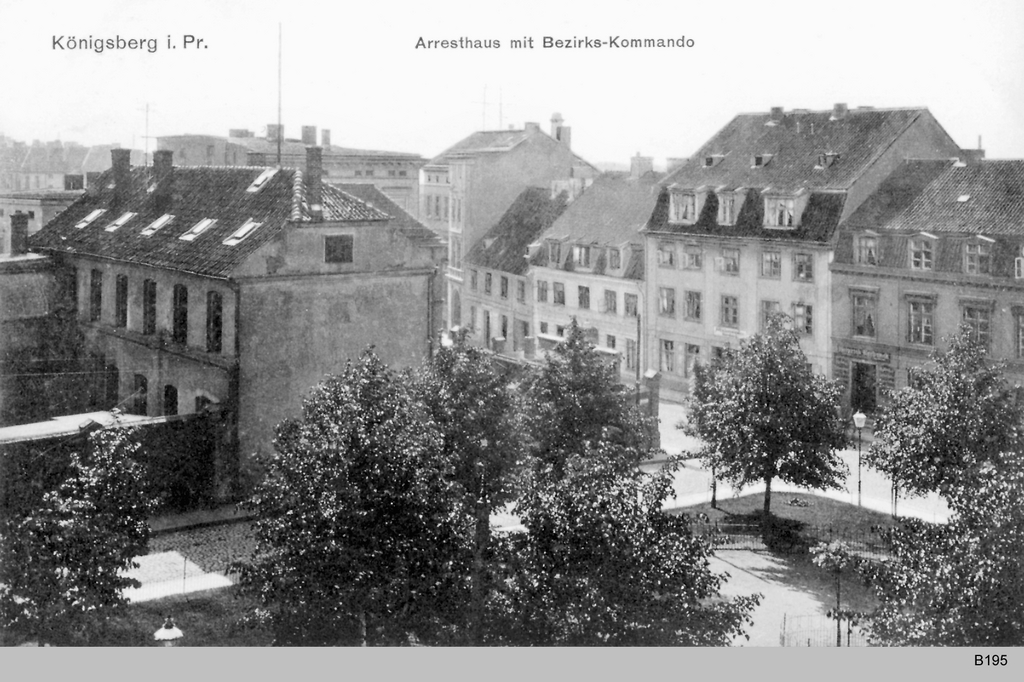
Арестхаузплатц
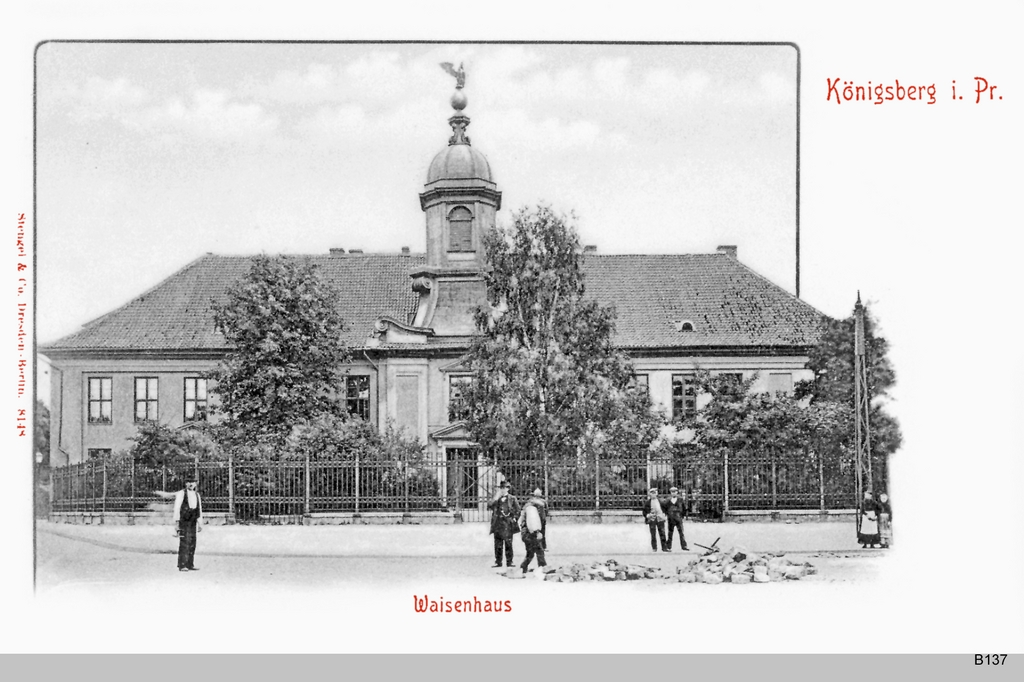
Королевский сиротский дом
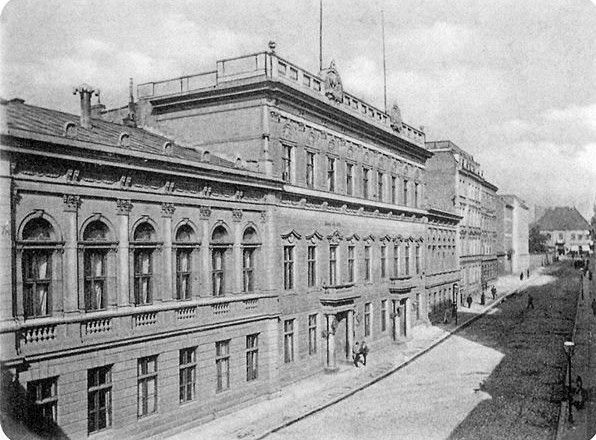
Генеральная дирекция ландшафта
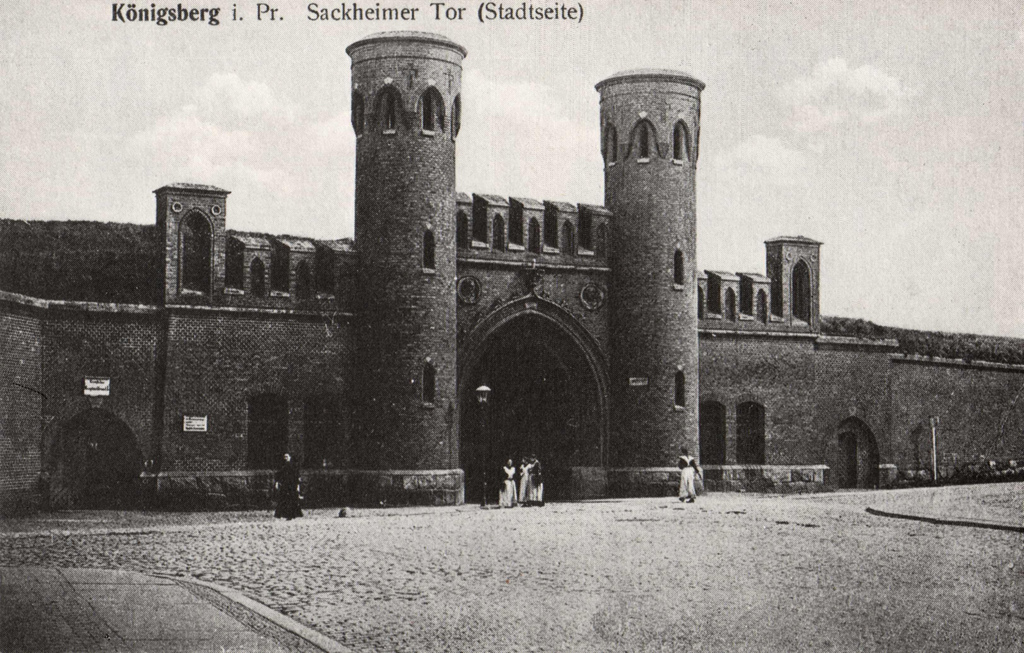
Закхаймские ворота